# Pakualaman
Pakualaman (oude Nederlandse spelling: Pakoealaman) is een onderdistrict (kecamatan) in Yogyakarta, de hoofdstad van het gelijknamige bijzonder district, op het Indonesische eiland Java.
Gunungketur en Purwokinanti zijn kelurahan in Pakualaman. In dit voormalige vorstendom zijn de landbouw (vooral suikerriet) en de kleinhandel de voornaamste bronnen van inkomsten. 

## Geschiedenis
Het erfelijke vorstendom Pakualaman (Javaans: Kadipaten Pakualaman) was een deel van het sultanaat Yogyakarta, dat tussen juni 1812 en maart 1813, tijdens de Engelse overheersing van Nederlands-Indië, werd opgericht als beloning voor de hulp die prins Natakusuma (ook Notokusumo) aan de Britse troepen had verleend in de strijd tegen het in opstand gekomen Jogjakarta.
Het oorspronkelijke vorstendom bestond uit een aantal kleine enclaves in en rond Yogyakarta (onder andere de kraton, de alun-alun en de grote moskee van Pakualaman) en een verhoudingswijs grotere strook land langs de nabijgelegen zuidkust van Java.

Danurejan · Gedongtengen · Gondokusuman · Gondomanan · Jetis · Kotagede · Kraton · Mantrijeron · Mergangsan · Ngampilan · Pakualaman · Tegalrejo · Umbulharjo · Wirobrajan